# بافت شریف‌آباد
بافت شریف‌آباد مربوط به سدهٔ ۶ ه.ق به بعد است و در شهرستان اردکان، روستای شریف‌آباد واقع شده و این اثر در تاریخ ۲ بهمن ۱۳۸۲ با شمارهٔ ثبت ۱۰۸۳۵ به‌عنوان یکی از آثار ملی ایران به ثبت رسیده است.